# Джонс, Альфред
А́льфред Джонс (англ. Alfred Jones; 1 октября 1946, Детройт) — американский боксёр второй средней весовой категории, выступал за сборную США в конце 1960-х годов. Бронзовый призёр летних Олимпийских игр в Мехико, участник многих международных турниров и национальных первенств. В период 1969—1971 боксировал на профессиональном уровне, но без особых достижений.

## Биография
Альфред Джонс родился 1 октября 1946 года в Детройте, штат Мичиган. Активно заниматься боксом начал в раннем детстве, затем продолжил подготовку во время учёбы в Восточном мичиганском техническом колледже. Первого серьёзного успеха на ринге добился в 1965 году, когда выиграл национальный турнир «Золотые перчатки». Три года спустя во втором среднем весе стал чемпионом США среди любителей и благодаря череде удачных выступлений удостоился права защищать честь страны на летних Олимпийских играх 1968 года в Мехико. На Олимпиаде сумел дойти до стадии полуфиналов, после чего со счётом 1:4 проиграл британцу Крису Финнегану, будущему олимпийскому чемпиону.
Получив бронзовую олимпийскую медаль, Джонс решил попробовать себя среди профессионалов и покинул сборную. Его профессиональный дебют состоялся в феврале 1969 года, своего первого соперника Чарли Льюиса он победил техническим нокаутом уже во втором раунде. В течение последующих двух лет одержал 12 побед, но в начале 1971 года потерпел поражение нокаутом от малоизвестного боксёра Дэйва Тэча. Нокаут оказался настолько тяжёлым, что вскоре Альфред Джонс принял решение завершить карьеру спортсмена.